# 사슬 톱니

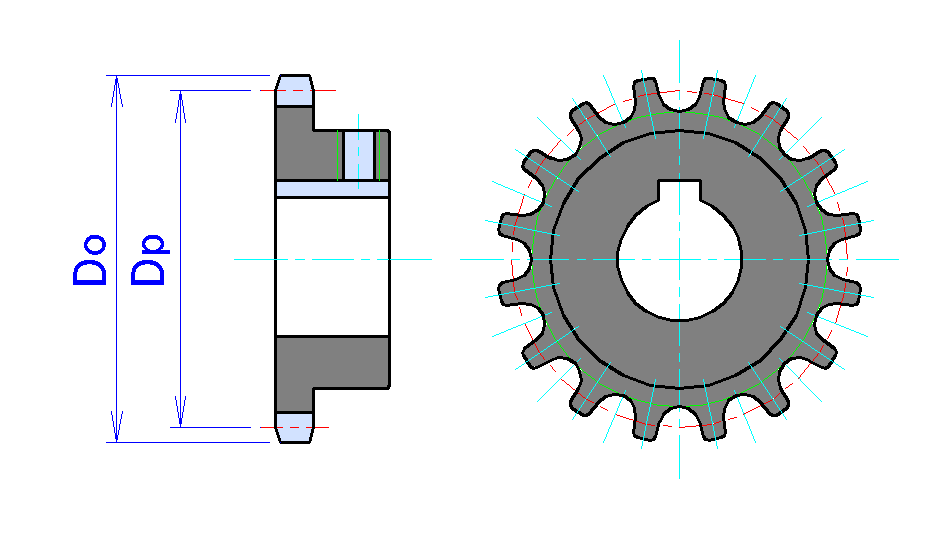
톱니 16개를 가진 사슬 톱니
Do = 사슬 톱니 지름
Dp = 피치 지름

사슬 톱니는 사슬이나 궤도 등과 맞물려 움직이는 톱니를 가진 바퀴를 말한다. 영어로는 스프라켓(영어: sprocket), 스프라켓 휠(영어: sprocket-wheel)이라고 부른다.
톱니끼리 서로 맞물려 돌아가는 톱니바퀴(영어: gear)와는 다르며, 톱니가 없이 미끈한 도르래(영어: pulley)와도 구분된다.
사슬 톱니는 주로 자전거, 모터사이클, 자동차, 무한궤도 등 기계 등에서 톱니바퀴가 적합하지 못한 부분에, 선형 동력으로 궤도를 움직여 두 축 사이에 회전력을 전달하는 일을 한다.

사슬 톱니와 사슬

## 같이 보기
- 톱니바퀴